# Діамантовий вінок (геральдика)

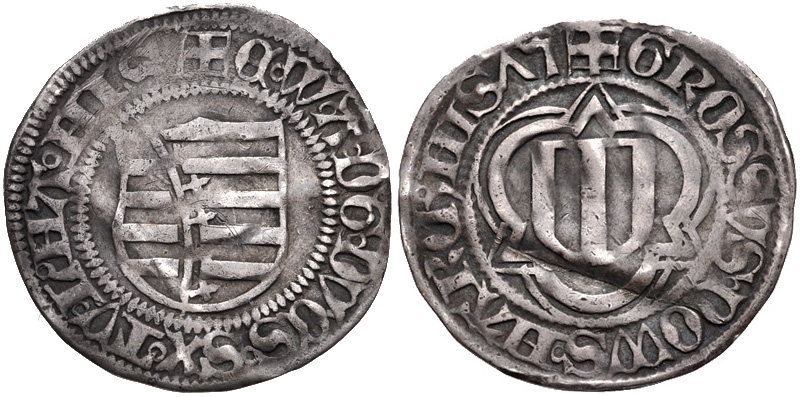
Веттинський гріш з монетного двору Фрайберга 1475 року, злегка вигнутий герб з ромбовидним вінком (ліворуч)

Діамантовий вінок — стилістичний елемент у геральдиці, який розміщується поверх геральдичних фігур і негеральдична фігура гербів і, таким чином, представляє особливий символ. Вінок являє собою декоративну смугу, прикрашену зеленим листям і схожу на сегмент крони. 

## Історія
Геральдисти вважають діамантовий вінок негеральдичною фігурою. Він розміщений по діагоналі в гербовому полі. Неважливо, чи буде він зображений вигнутим чи прямим. Якщо він зображений (описаний) у вигнутому вигляді, він також повинен бути зображений таким чином. Пряме виконання не псує герб. Походження символу невідоме. Припускають, що початок поклало випадкове декорування листям, хоча не можна виключити зв'язок із рослиною рутою, яка раніше вважалася такою, що відганяє зло. Також геральдисти посилаються на «Шапель» або «Сендельбінде» — середньовічний жіночий головний убір, що був вінкому з квітів. Це був подарунок від жінок лицарям, які прикріплювали вінок до своїх шоломів.
Про діамантовий вінок в літературі написано чимало. Його можна знайти на гербі Саксонського герцогства з 1262 року, а пізніше також на гербах Веттінів. Діамантовий вінок є також на гербі герцогів Савойських, на гербі князів Ліхтенштейну та на гербі тюрингського роду Вегенів. Початок було покладено близько 1473 року, оскільки на зображенні герба у Віденській державній бібліотеці дамантовий вінок має вигляд справжнього коронного обруча.

## Варіанти
При погляді на смугасті щити (Саксонія та Саксонія-Ангальт) помітний різний відбір кольору першої смуги, хоча на обох є саксонський діамантовий вінок. Їх можна розпізнати як «саксонський герб». Щит, який починається золотом, є фактичним гербом без діамантового вінка Балленштедта (належить дому Ангальт), який використовувався до 1212 року. Він став частиною герба Саксонського герцогства. У 1817 році поділ смуг на вершині почався з чорного кольору. Щоб краще відрізнити герб від Саксонського королівства, у 1864 році було вирішено почати його із золота. Поділ щита: розділений на дев'ять разів або розділений на десять смуг. Діамантовий вінок на гербі Ангальта має бути зігнутим, а на інших гербах — прямим. Проте, у сучасній геральдиці це вже не має значення.

Герб Саксонії
Герб землі Саксонія-Ангальт
Герб Хшаніва (Польща)

## Цитата
Так званий діамантовий вінок у саксонському гербі - це коронний вінок, розміщений по діагоналі праворуч, що походить від орнаментально або скоріше стилістично обробленого вінка з листя (діамантовий вінок).